# Merovech
Merovech (latinsky Meroveus, cca 400–457) byl franský král a válečník, otec Childericha I., zakladatele dynastie po Merovechovi zvané Merovejci. Jeho život a činnost nejsou doloženy spolehlivými prameny.
Vládl sálským Frankům od roku 448 do roku 457. 20. června 451 spolu s římským vojevůdcem Flaviem Aetiem zastavili v bitvě na Katalaunských polích hunského náčelníka Attilu. Měl syna Childericha.
Podle zmínky Řehoře z Tours (538–594) v jeho kronice Historia Francorum byl Merovech možná synem franského krále Clodiona. Podle ještě pozdější legendy zaznamenané ve franské tzv. Fredegarově kronice byl synem Clodionovy manželky a mořského netvora „podobného Kvinotaurovi“ (Quinotaurus), což se překládá jako pětirohý býk.